# Ullemetamel
Ullemetamel ist eine Insel im Inselstaat Palau im Pazifischen Ozean.

## Geographie
Die Insel im Gebiet der Rock Islands bildet zusammen mit den Inseln Itelblong und Ordachel die westliche Begrenzung des Kanals Toachel Mid zwischen Babeldaob und Koror. Nur schmale Kanäle trennen die Inseln jeweils voneinander. Die Küstenlinie ist durch Mangrovenbestand und die zerklüftete Struktur der ehemaligen Riffkrone geprägt. Die Insel ist dicht bewaldet und unbewohnt.